# Allophanopsis
Allophanopsis is een geslacht van kevers uit de familie van de loopkevers (Carabidae). De wetenschappelijke naam van het geslacht is voor het eerst geldig gepubliceerd in 1952 door Louwerens.

## Soorten
Het geslacht Allophanopsis is monotypisch en omvat slechts de volgende soort:
- Allophanopsis emarginata Louwerens, 1952